# 含增镇
含增镇，是中华人民共和国四川省绵阳市江油市下辖的一个乡镇级行政单位。2019年12月，将原长城街道盘江社区所属行政区域划归含增镇管辖，含增镇人民政府驻迎宾路331号。

## 行政区划
含增镇下辖以下地区：
乾元社区、谭庄村、界池村、安湾村、长春村、乾元山村和含增村。